# Андрейовські (Наленч відмінний)
Андрейовські – шляхетський герб, наданий в Галичині, відміна герба Наленч.

## Опис герба
Опис згідно з класичними правилами блазонування:
В червоному полі зображення срібної круглої зав'язаної внизу пов'язки. Клейнод: Три пера страуса, що прошиті золотою стрілою з червоним оперенням. Намет: Червоний, підбитий сріблом.

## Найбільш ранні згадки
Присвоєно в Галичині в 1782 року .

## Гербові роди
Одна родина (герб власний):
Андрейовські (Andrzejowski).

## Дивись також
- Андрейовські – інший герб родини одного прізвища.